# Тингл (персонаж)
Тингл (англ. Tingle,  (яп. チンクル Тинкуру)) — персонаж серии игр The Legend of Zelda компании Nintendo. Впервые появившись в 2000 году в игре The Legend of Zelda: Majora's Mask, Тингл присутствовал и в следующих частях серии (вплоть до The Legend of Zelda: Spirit Tracks). Кроме того, Тинглу посвящены несколько игр для портативной игровой приставки Nintendo DS.

## Создание персонажа
Тингл был создан Такаей Имамурой, дизайнером студии Nintendo EAD. Продюсер игры «Freshly-Picked Tingle's Rosy Rupeeland» Кэнсукэ Танабэ говорил в интервью, что персонаж разрабатывался в «очень расслабленной манере» и под впечатлением от дизайна персонажей игр «F-Zero» и «Star Fox».

## Описание персонажа
В играх Тингл представлен как низкорослый полный 35-летний мужчина. Он одевается в обтягивающий зеленый костюм с капюшоном и крайне увлечен лесными феями.
Обычно Тингл летает на небольшой высоте над землей на своем красном воздушном шаре и зарисовывает карты местности, которые в последующем продает.
Помимо Тингла в играх фигурируют его родственники, однако им уделяется меньше внимания. Это младшие братья Тингла — близнецы Анкл и Кнакл (англ. Ankle and Knuckle), а также Дэвид Младший (англ. David Jr.).

## Появления в играх

### Игры серии The Legend of Zelda
Впервые Тингл появляется в игре The Legend of Zelda: Majora's Mask (2000). В этой части он появляется в различных регионах игрового мира и помогает главному герою (Линку), продавая карты местности.
В играх The Legend of Zelda: Oracle of Ages Тингл дает Линку карту, позволяющую пересечь море.
По сюжету The Legend of Zelda: The Wind Waker Тингл дает Линку прибор под названием «Тюнер Тингла» (англ. Tingle Tuner). Он позволяет подключить Game Boy Advance к игровой приставке Nintendo GameCube. После этого второй игрок получает возможность управлять Тинглом и помогать Линку в прохождении. В ремейке Wind Waker для приставки Nintendo Wii U игрок вместо «Тюнера Тингла» получает «Бутыль Тингла», открывающую доступ к социальной сети Miiverse.
В игре The Legend of Zelda: The Minish Cap Тингл и его братья способны соединить в одно целое найденные Линком части медальонов (англ. Kinstones), расширяющих список способностей главного героя.
В игре The Legend of Zelda: Phantom Hourglass сам Тингл не присутствует, однако в одном из баров можно увидеть плакат с его изображением. В играх The Legend of Zelda: Spirit Tracks и The Legend of Zelda: Skyward Sword можно найти фигурки в виде Тингла.

### Игры, посвященные Тинглу

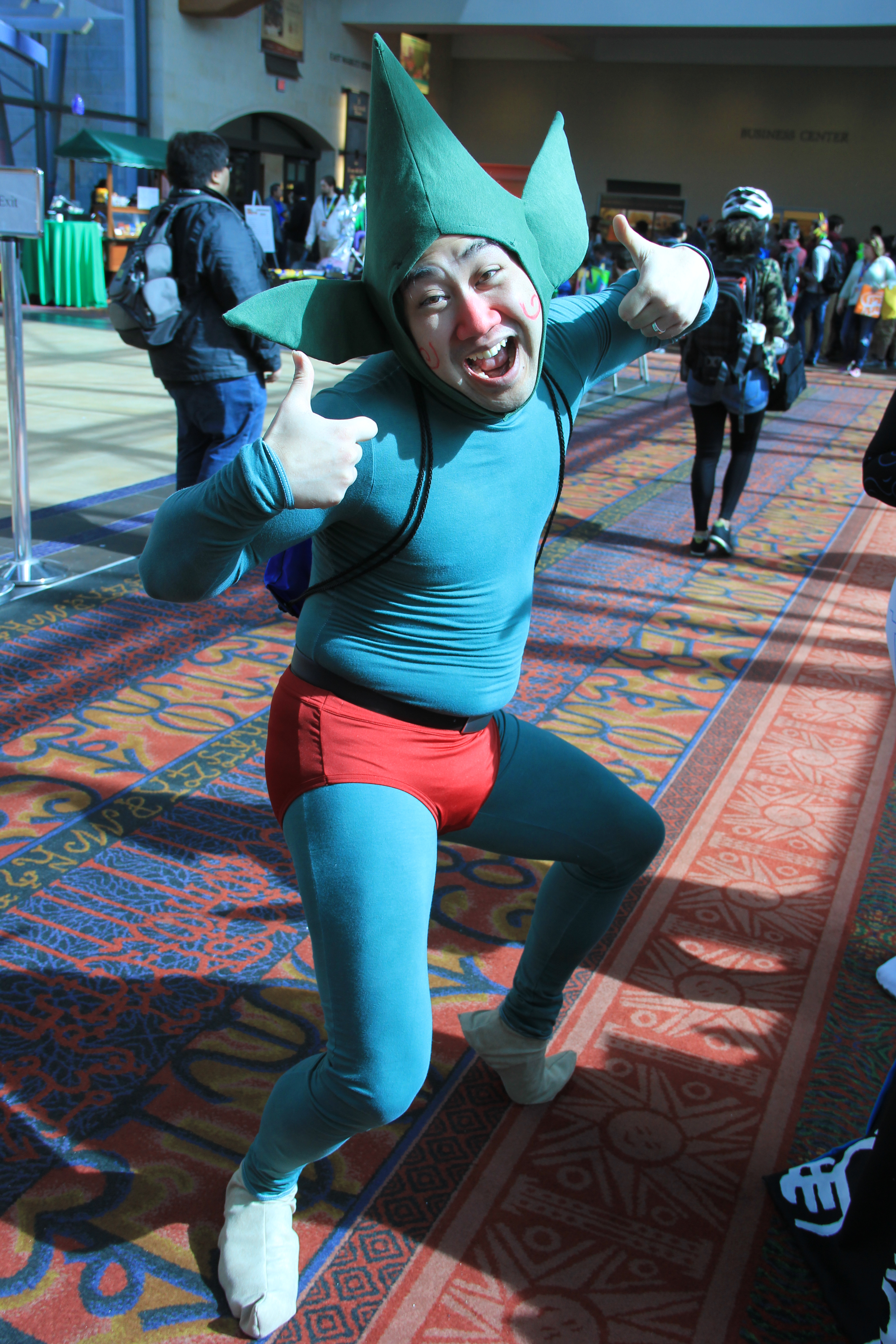
Косплеер в образе Тингла

Игра Freshly-Picked Tingle's Rosy Rupeeland для Nintendo DS посвящена истории Тингла — 35-летнего мужчины, который встретился с Дядей Рупией (англ. Uncle Rupee). Игра выходила в Японии и Европе.
Следующая самостоятельная игра, посвященная Тинглу — Tingle's Balloon Fight  (яп. チンクルの バルーンファイトDS Chinkuru no Barūn Faito DS) являлась ремейком Ballon Fight с Тинглом в роли главного персонажа. Игра вышла на Nintendo DS только в Японии и эксклюзивно для членов Club Nintendo.
В 2009 году в Японии для DSiWare вышла Irozuki Tingle no Koi no Balloon Trip, являющаяся сиквелом Freshly-Picked Tingle’s Rosy Rupeeland.
В том же году для DSiWare вышла Dekisugi Tingle Pack, являющаяся сборником мини-игр и приложений, оформленных в стилистике Тингла (калькулятор, таймер и т. д.).

### Другие появления
Тингл появлялся в играх серии Super Smash Bros. как вспомогательный неигровой персонаж.
В Super Mario Maker Марио может надевать костюм Тингла.

## Восприятие
Американская аудитория восприняла Тингла отрицательно. Издание IGN высказывалось о персонаже Тингла в негативном ключе (оценивая его появление в The Wind Waker). Статья об этом получила название «IGNcube’s 2004 „Die, Tingle, Die! Die!“ Campaign» (рус. Умри Тингл, умри! Умри!). В период разработки Twilight Princess IGN высказывали надежду, что разработчики не станут включать Тингла в новую игру: «Мы не хотим встречаться с ним в другой игре о Зельде».
Издание GameDaily поставило Тингла на шестое место в списке 10 наиболее уродливых персонажей видеоигр.
GamesRadar описал Тингла как Джа-Джа Бинкса из вселенной Зельды. Редактор PALGN назвал Тингла худшей вещью в The Legend of Zelda: The Wind Waker.
Несмотря на негативную оценку в США, Японская аудитория восприняла Тингла положительно, что привело к выходу серии спин-оффов для Японского рынка.